# 軌道平面
軌道平面是當一個天體環繞另一個天體時軌道被嵌進去的幾何平面。在空間中只要有三個點就可以確定一個平面，最常見的例子就是：在中心有一個大質量的天體，一個天體環繞中心天體的位置，以及經過一段時間之後環繞中心的該天體新位置。
在太陽系內，行星軌道傾角的定義是它的軌道平面和地球軌道間的角度。在其他的情況下，像是衛星環繞著行星的軌道，最方便的定義就是軌道平面和行星赤道平面間的夾角。

## 環繞地球的人造衛星
在發射太空船和人造衛星時，軌道平面是定義軌道的一個參數。通常，需要使用大量的推進劑才能改變一個物體的軌道平面。其他的參數，像是軌道週期、軌道的離心率和軌道的階段 (相位)，都可以輕易的使用推進系統來改變。
因為地球不是完美的天然球體，因此地球重力是非球形的，人造衛星的軌道平面會受到攝動的影響而改變，使得軌道平面會緩緩的繞著地球轉動，變動的速率與軌道傾角有關。在某個特別的角度上，軌道平面會追隨著太陽環繞著地球，形成太陽同步軌道。
發射太空船的發射窗口，它的時間通常取決於當抵達目標時，目標正好位於它的軌道平面與黃道平面相交的交點上。